# Phlyctenosis asperata
Phlyctenosis asperata là một loài bọ cánh cứng trong họ Cerambycidae.